# Galathea anoplos
Galathea anoplos  (лат.) — вид неполнохвостых десятиногих ракообразных из семейства Galatheidae.

## Распространение
Тихий океан, побережье Соломоновых островов, Уоллис и Футуна, глубина 229–260 м.

## Описание
Мелкие ракообразные, длина тела около 0,5 см. Эпиподы на переоподах отсутствуют. Карапакс примерно равной длины и ширины. Рострум дорзовентрально сплющенный, треугольной формы, в 2 раза длиннее своей ширины и равен 0,7 длины карапакса. Живут на мелководье. Galathea anoplos сходен с видом Galathea connudata.